# Groene Toren (Eindhoven)
De Groene Toren (oorspronkelijke naam: Eindhoven Tower) is een 50 meter hoog gebouw in het centrum van Eindhoven. De toren ligt tussen Station Eindhoven Centraal en de Vestdijk.
Het gebouw bestaat uit 14 verdiepingen, 73 appartementen en een hotel met 132 kamers. De hotelkamers zijn in moderne stijl ingericht. Op de bovenste verdiepingen van de toren zit het VANE Restaurant & Skybar.

## Geschiedenis
Het gebouw werd in 1974 gebouwd, naar ontwerp van architect Dick van Mourik. Na jaren als kantoorgebouw te hebben fungeert, bevond de toren zich in een staat van verwaarlozing.
De gemeente Eindhoven vond de juiste partner in de NH Hotel Group om de toren weer tot leven te brengen. Tussen 2015 en 2017 is het gebouw door Diederendirrix Architectuur & Stedenbouw herbestemd tot woningen en een hotel. Naast een nieuwe functionele indeling van de plattegronden, werden de gevels geheel vernieuwd. Het gebouw is volledig gestript, met behoud van de betonnen draagstructuur en gevelbanden. De kenmerkende groene uitstraling is behouden door de gevels te voorzien van markant groen getint glas. Verder zijn er dynamische nieuwe functies aan het gebouw toegevoegd, zoals Franse balkons.
Om het beeld vanaf het station dynamischer te maken, is er bovendien een 43 meter hoog videoscherm in de kopgevel geïntegreerd.